# Sabile
Sabile (en alemany: Zabeln) és un poble del municipi de Talsi, a l'oest de Letònia i localitzat a la regió històrica de Curlàndia.

## Història
Sabile va ser esmentat per primera vegada a les cròniques de 1253. A partir del segle xiv al segle xvi, va ser el lloc d'un castell pertanyent a l'Orde Livonià amb un llogaret al seu entorn. Sabile es va convertir en ciutat el 1917.